# Кристиан Август Саксен-Цейцский
Кристиан Август Саксен-Цейцский (нем. Christian August von Sachsen-Zeitz), также известен под венгерским именем Агост Керестей (венг. Keresztély, Ágost); 9 октября 1666, Морицбург, Саксония — 23 августа 1725, Регенсбург, Бавария — немецкий и венгерский кардинал и политик Священной Римской империи. Епископ Дьёра с 18 июня 1696 по 23 августа 1725. Архиепископ Эстергома и примас Венгрии с 20 января 1707 по 23 августа 1725. Кардинал-священник с 17 мая 1706.

## Происхождение и ранние годы
Родился 9 октября 1666 года в городе Морицбург. Происходил из семьи герцогов Саксен-Цейцских, его отцом был герцог Мориц Саксен-Цейцский, матерью — Доротея Мария Саксен-Веймарская. Герцоги Саксен-Цейские были протестантами, Кристиан Август также получил лютеранское образование, вступил в Тевтонский орден. Предназначался семьёй для военной карьеры, после смерти отца в 1681 году вступил в имперскую армию, в 1686 году принимал участие во взятии Буды в войне против турок, а в 1689 году командовал полком во время осады Майнца, важного сражения войны Аугсбургской лиги против Франции.

## Переход в католичество, священство и епископство
В 1693 году перешёл в католичество. В 1695 году рукоположен в священники во Франкфурте-на-Майне. Был каноником сразу нескольких кафедральных капитулов важных городов Священной Римской империи.
18 июня 1696 года назначен епископом Дьёра, в том же году в Вене состоялась епископская хиротония, которую возглавлял кардинал Леопольд Колонич. В 1697 году засвидетельствовал переход в католицизм своего родственника, курфюрста Саксонии Фридриха Августа, необходимый для возможности стать королём Польши.

## Примас Венгрии
24 января 1701 года Кристиан Август Саксен-Цейцский был назначен коадъютором архиепархии Эстергома, кафедру Эстергома возглавлял в это время кардинал Колонич, которому в 1701 году было уже 70 лет. На период коадъюторства сохранил за собой пост архиепископа Дьёра. С 1703 года также некоторое время исполнял обязанности администратора Кёльнской архиепархии, поскольку кёльнский архиепископ Иосиф Клеменс Баварский за поддержку Франции на фоне шедшей войны за испанское наследство был изгнан из Священной Римской империи.

## Кардинал
На консистории 17 мая 1706 года Кристиан Август Саксен-Цейцский объявлен кардиналом. 20 января 1707 года после смерти кардинала Колонича, он автоматически, в силу поста коадъютора стал его преемником на посту архиепископа Эстергома и примаса Венгрии. В 1712 году короновал императора Карла VI и его жену Елизавету Кристину Брауншвейг-Вольфенбюттельскую как короля и королеву Венгрии в Пресбурге (совр. Братислава).
В 1715 году под влиянием Кристиана Августа в католицизм обратился его старший брат Мориц Вильгельм Саксен-Цейцский, унаследовавший семейный титул герцога Саксен-Цейцского. Впрочем незадолго до смерти в 1718 году Мориц Вильгельм вернулся в протестантизм, что стало для Кристиана Августа тяжёлым ударом.
Умер 23 августа 1725 году в Регенсбурге, где он исполнял обязанности легата при имперском рейхстаге, заседавшем в Регенсбурге. Позднее его тело было перевезено в Пресбург и похоронено в соборе Святого Мартина.